# Gert Hofmann
Gert Hofmann (* 29. Januar 1931 in Limbach; † 1. Juli 1993 in Erding) war ein deutscher Schriftsteller.

## Leben
Gert Hofmann wuchs in Limbach auf. 1948 zog die Familie nach Leipzig um, wo Hofmann eine Fremdsprachenschule besuchte und das Dolmetscher- und Übersetzerexamen für Englisch und Russisch ablegte. Nachdem er 1950 sein Abitur gemacht hatte, begann er ein Studium der Romanistik, Germanistik, Slawistik und Anglistik an der Karl-Marx-Universität Leipzig. Im Jahre 1951 verließ Hofmann die DDR und ging nach Freiburg im Breisgau, wo er sein Studium – nunmehr in den Fächern Anglistik, Germanistik, Romanistik, Soziologie und Politikwissenschaft  – fortsetzte. 1957 wurde er mit einer Arbeit über Henry James zum Doktor der Philosophie promoviert.
Nachdem er einige Jahre als wissenschaftlicher Assistent an der Universität Freiburg im Breisgau gewirkt hatte, nahm Hofmann ab 1961 germanistische Lehraufträge an Universitäten in Toulouse, Paris, Bristol, Edinburgh, New Haven, Berkeley und Austin wahr. Von 1971 bis 1980 lebte er in Klagenfurt und lehrte gleichzeitig an der jugoslawischen Universität Ljubljana. Ab 1980 lebte er mit seiner Familie in Erding bei München. Dort erlag er 1993 einem Hirnschlag.
Gert Hofmanns literarisches Werk besteht zum einen aus einer Vielzahl von Hörspielen und einigen Theaterstücken, die seit Beginn der 1960er Jahre entstanden. Ab 1979 veröffentlichte der Autor dann eine Reihe von Erzählungen und Romanen, die ihn einer breiteren literarischen Öffentlichkeit bekannt machten. Während in Hofmanns Hörspielen Sprach- und Gesellschaftskritik im Vordergrund standen, schildert er in seinen Prosawerken, die von manchen Kritikern mit denen Thomas Bernhards verglichen worden sind, mit Vorliebe seelisch und körperlich beschädigte Protagonisten in einer unheimlichen, grausamen Welt. Wichtige, wiederkehrende Themen in Hofmanns Werken sind das Problem der verdrängten deutschen Vergangenheit und die grotesken Folgen dieser Verdrängung.
Gert Hofmann, der seit 1987 Mitglied der Deutschen Akademie für Sprache und Dichtung in Darmstadt war, erhielt u. a. folgende Auszeichnungen: 1979 den Ingeborg-Bachmann-Preis in Klagenfurt, 1982 den Alfred-Döblin-Preis, 1983 den Hörspielpreis der Kriegsblinden sowie 1993 den Literaturpreis der Landeshauptstadt München.
Sein Sohn ist der Dichter und Übersetzer Michael Hofmann, der auch etliche Werke seines Vaters ins Englische übersetzt hat.

## Werke
- Interpretationsprobleme bei Henry James, Freiburg im Breisgau 1957
- Der Bürgermeister, Theaterstück, Frankfurt am Main 1963
- Der Sohn, Theaterstück, Frankfurt am Main 1966
- Kündigungen, Zwei Einakter, Frankfurt am Main 1969
- Advokat Patelin, Theaterstück, Frankfurt am Main 1976
- Die Denunziation, Novelle, Salzburg [u. a.] 1979
- Die Fistelstimme, Roman, Salzburg [u. a.] 1980
- Fuhlrotts Vergeßlichkeit und Portrait eines uns bekannten Kopfes, Zwei Erzählungen, Graz 1981
- Gespräch über Balzacs Pferd, Vier Novellen: 'Die Rückkehr des verlorenen Jakob Michael Reinhold Lenz nach Riga', 'Casanova und die Figurantin', 'Gespräch über Balzacs Pferd', 'Der Austritt des Robert Walsers aus dem Literarischen Verein', Salzburg [u. a.] 1981
- Die Überflutung, Vier Hörspiele, Frankfurt am Main 1981
- Auf dem Turm, Roman, Darmstadt [u. a.] 1982
- Die Rückkehr des verlorenen Jakob Michael Reinhold Lenz nach Riga, Novelle, Neu-Isenburg 1984
- Unsere Eroberung, Roman, Darmstadt [u. a.] 1984
- Der Blindensturz, Erzählung, Darmstadt [u. a.] 1985
- Veilchenfeld, Erzählung, Darmstadt [u. a.] 1986
- Die Weltmaschine, Erzählung, Düsseldorf 1986
- Casanova und die Figurantin, Novelle, Düsseldorf 1987
- Unsere Vergeßlichkeit, Roman, Darmstadt [u. a.] 1987
- Vor der Regenzeit, Roman, München [u. a.] 1988
- Der Kinoerzähler, Roman, München [u. a.] 1990 (1993 verfilmt)
- Tolstois Kopf, Erzählungen, München [u. a.] 1991
- Das Glück, Roman, München [u. a.] 1992
- Das Thema kommt, verbeugt sich, sagt: Wie wär's?, Essay, München [u. a.] 1992
- Die kleine Stechardin, Roman, München [u. a.] 1994.[3]

### Übersetzungen
- Jules Feiffer: Plem plem plem, Freiburg i. Br. 1961 (Original: sick sick sick)

## Hörspiel/Lesung
- 1983: Auf dem Turm (sechsteilige Lesung): Regie: Hans-Ulrich Minke; Mitwirkende: Heiner Schmidt (Erzähler); Produktion: RIAS Berlin 1983[4]

## Nachlass
Der literarische Nachlass von Gert Hofmann liegt im Literaturarchiv der Monacensia im Hildebrandhaus.